# Station Łęknica
Station Łęknica is een spoorwegstation in de Poolse plaats Łęknica.